# Harriet Walter
Harriet Mary Walter, född 24 september 1950 i London, är en brittisk skådespelare. Walter har medverkat i filmer som Förnuft och känsla (1995), The Governess (1998), Villa des Roses (2002), Försoning (2007) och Man Up (2015) och TV-serier som Law & Order: UK och Downton Abbey.
År 1987 spelade hon Harriet Vane i TV-serien A Dorothy L. Sayers Mystery.

## Filmografi i urval
- 1981 – The Cherry Orchard
- 1985 – Priset (TV-serie)
- 1993 – Kommissarie Morse
- 1994 – Hard Times (TV-serie)
- 1995 – Förnuft och känsla
- 1998 – Bedrooms and Hallways
- 1998 – The Governess
- 1999 – Ett fall för Dalziel & Pascoe
- 2002 – Villa des Roses
- 2005 – Morden i Midsomer
- 2006 – Agatha Christie's Marple
- 2007 – Försoning
- 2008 – Little Dorrit
- 2009 – Young Victoria
- 2009–2012 – Law & Order: UK (TV-serie)
- 2013 – Morden i Midsomer
- 2013–2015 – Downton Abbey (TV-serie)
- 2014 – Law & Order: UK (TV-serie)
- 2016 – The Crown (TV-serie)
- 2017 – Barnmorskan i East End
- 2017 – Black Sails
- 2018 – Black Earth Rising
- 2020 – Killing Eve (TV-serie)
- 2020 – Belgravia (TV-serie)
- 2023 – Silo (TV-serie)